# Вулиця Монтажників (Київ)
Ву́лиця Монта́жників — вулиця в Солом'янському районі Києва, місцевість Монтажник. Пролягає від вулиці Володимира Брожка до Медвинської вулиці та вулиці Миколи Миклухи-Маклая. Продовженням вулиці є вулиця Нечуя-Левицького.
До вулиці прилучаються Травнева вулиця, Травневий провулок, Куп'янська вулиця, відгалуження вулиці Миколи Миклухи-Маклая.

## Історія

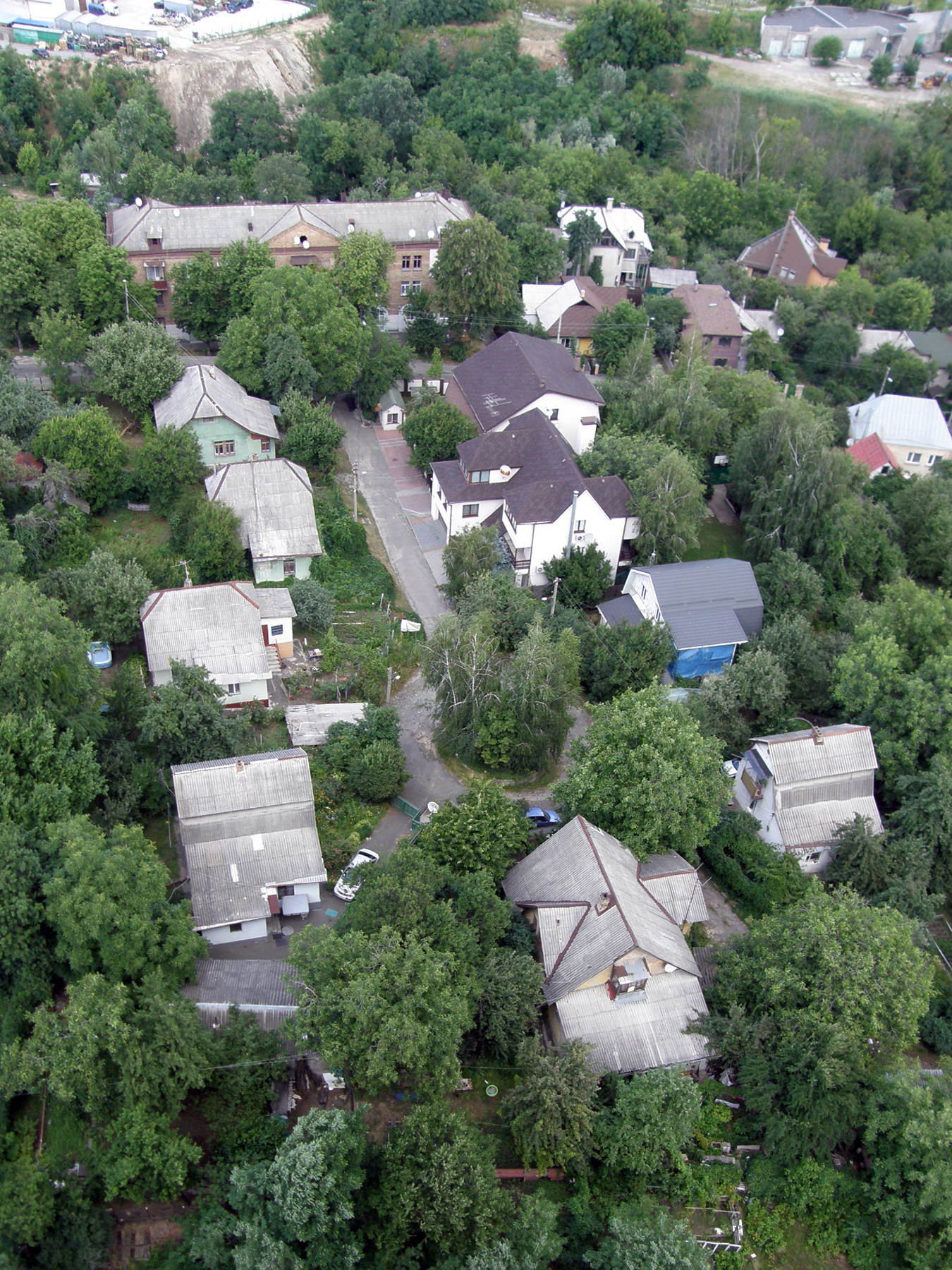
тупик із будинками №№ 63–81

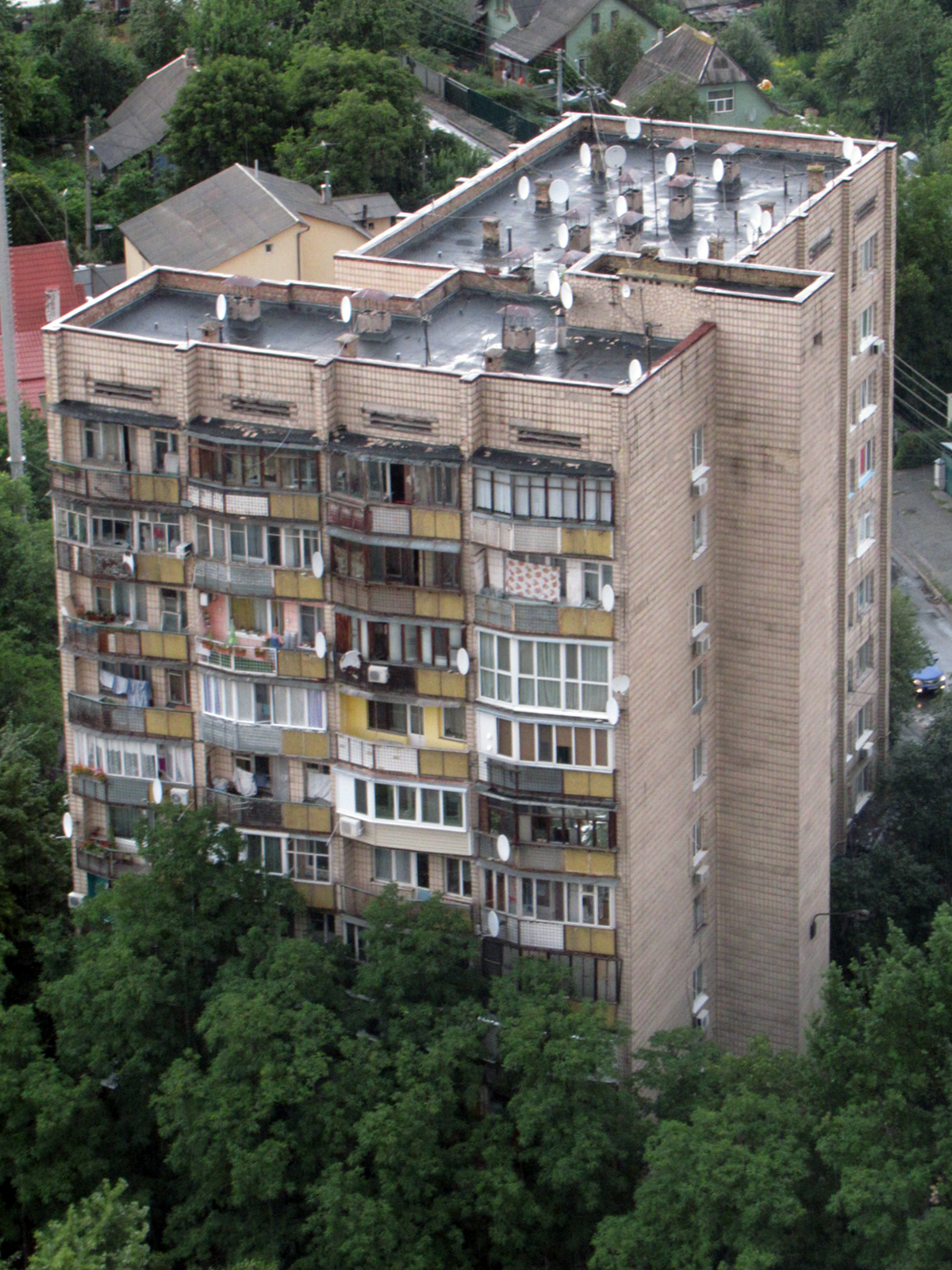
№ 1 – єдиний 9-поверховий будинок в районі, 1976 р., проєкт 1-318-35/66

Виникла в середині ХХ століття (не раніше 1949 року) під назвою 468-а Нова, з 1944 року була частиною вулиці Левицького (з 1955 року — вулиці Нечуя-Левицького), а з 1958 року — Ямпільська. Сучасну назву набула 1961 року, як головна вулиця однойменної місцевості.
Особливістю вулиці є вісім тупикових відгалужень, що закінчуються колами для розвороту.
Забудова — садибна 1-2 поверхова з вкрапленням декількох 3-поверхових будинків.

## Установи
- Відділення зв'язку № 69 (буд. № 44).